# Prasinocyma croca
Prasinocyma croca là một loài bướm đêm trong họ Geometridae.